# 卑利街

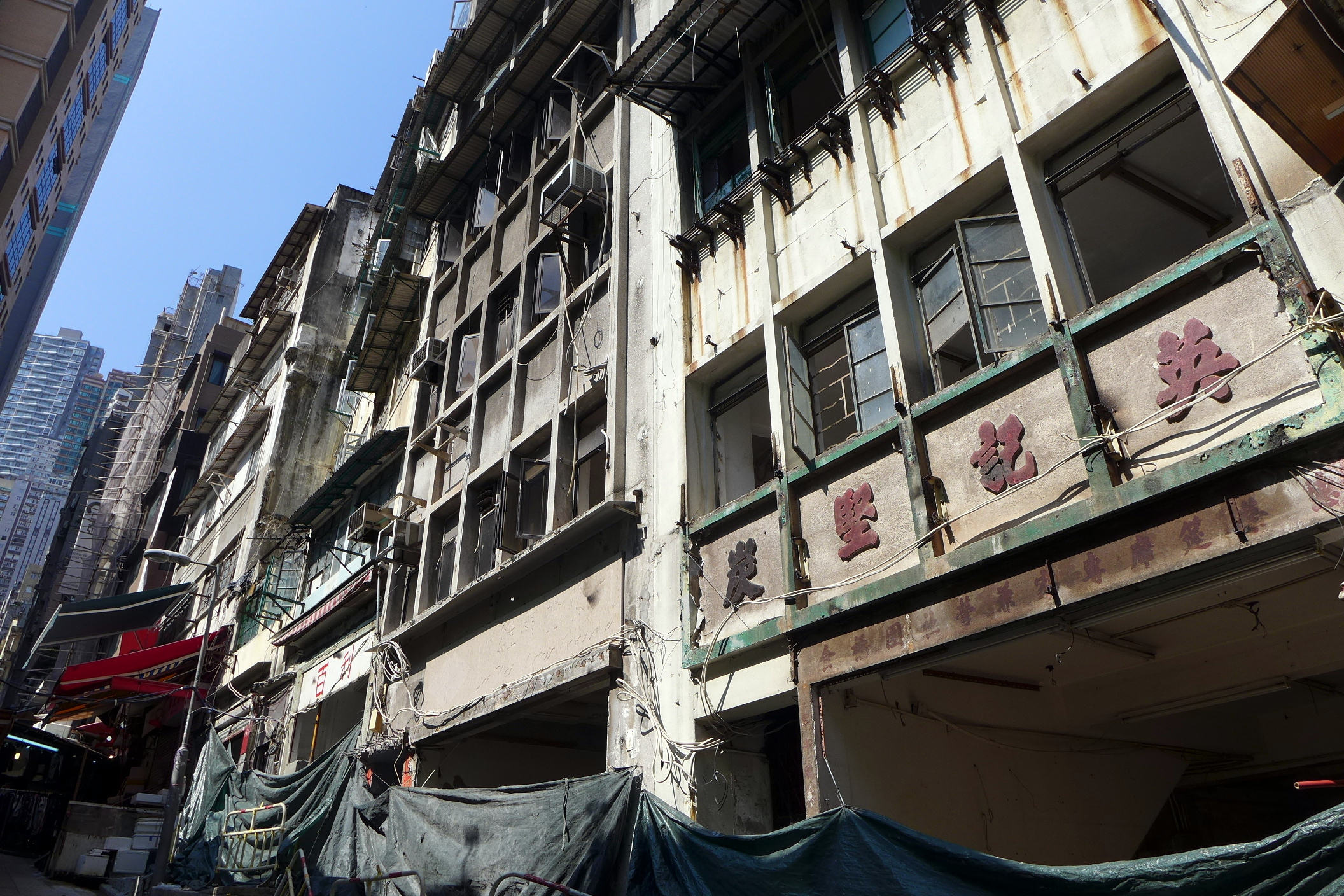
2015年10月團體城西關注組發現卑利街21號一幢戰後唐樓有「英記堅炭」招牌，店舖大概1959年開業，舖前賣炭，店內廚房經營包伙食，店名叫德榮，這棟唐樓估計至少有60年歷史，當年業主是李寶椿後人，二小姐李惠珍女仕

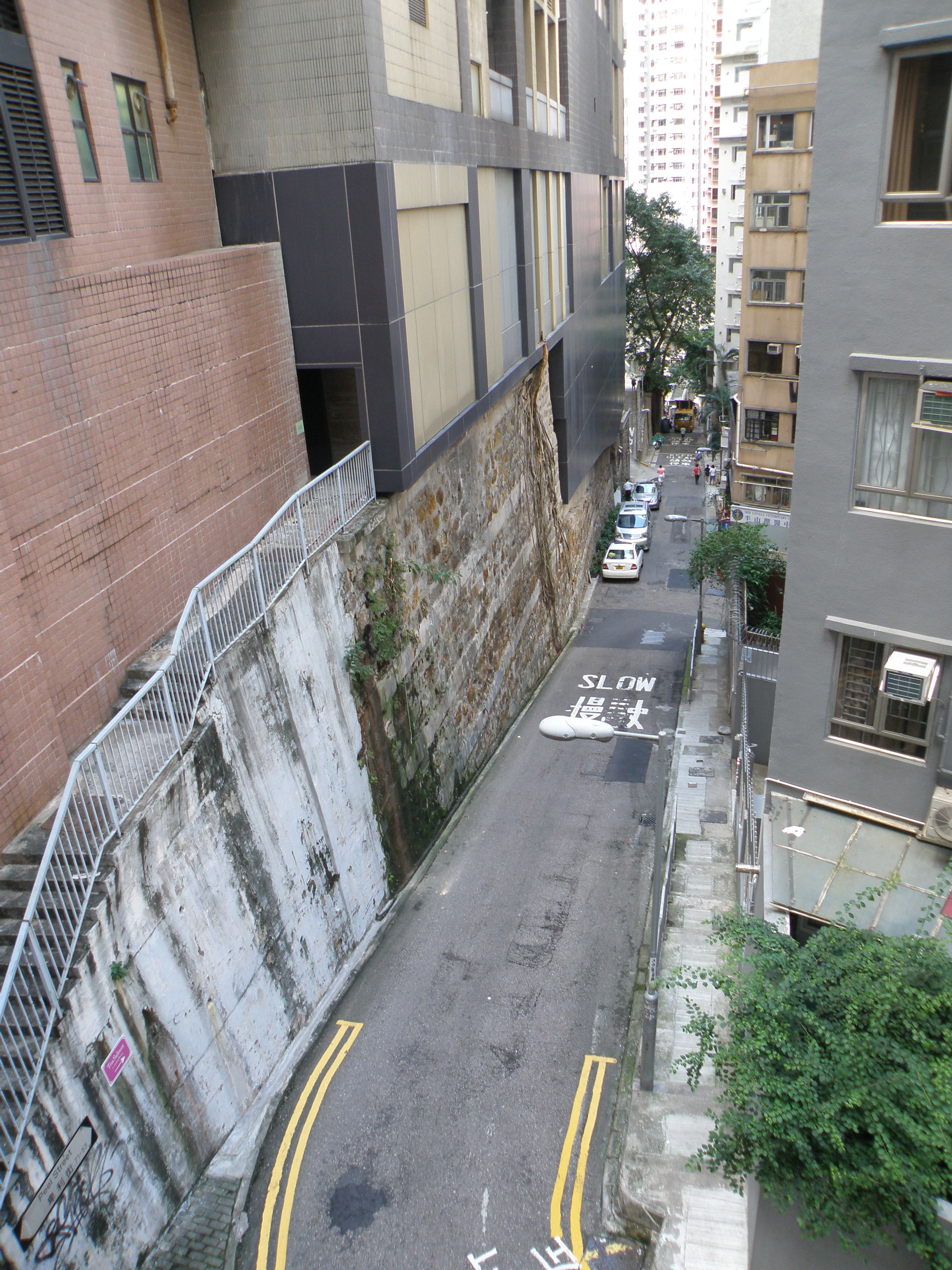
卑利街南段

卑利街（英語：Peel Street）是一條位於香港島中西區的街道，全長560米，最高斜度為1:4屬於香港最陡峭的道路之一，是由皇后大道中126號至半山區羅便臣道的一條上坡道。北部近威靈頓街及結志街處是中環的街市舊區，不能通車，路邊只見滿是小商販及購物的行人。在荷李活道以南，及士丹頓街以南，有行人樓梯間隔，使此街道成為行車的掘頭路。自2000年代起因為鄰近中環蘇豪區的擴展，沿路有不少高級食肆，間中有汽車停泊。
卑利街的名字來自香港殖民地時期的英國1834年及1841年兩任首相羅伯特·皮爾爵士（Sir Robert Peel），他是英國保守黨人。

## 重建
2007年市建局開始推動卑利街、嘉咸街、閣麟街、結志街及威靈頓街重建計劃，總面積達5.7萬平方呎，涉及37幢樓宇。到2015年，市建局開始清拆樓宇期間，民間團體「城西關注組」發現，在卑利街重建區範圍內有全港最長的路邊石渠，於1928年落成啟用。石渠旁為是戰後建築，地面是賣炭店舖「英記堅炭」，估計有逾60年歷史。市建局最終只保留「英記堅炭」招牌四字，並建議將此四字融入公共空間設計之中。
2017年2月，市區重建局招標中環卑利街/嘉咸街重建計劃地盤A住宅項目，可興建約116個住宅單位。項目亦有1.57萬方呎樓面作多用途活動會堂及商業用途，發展商需建不少於3,229方呎公眾休憩用地。2017年3月1日，信和置業擊敗另外21個財團投得項目。

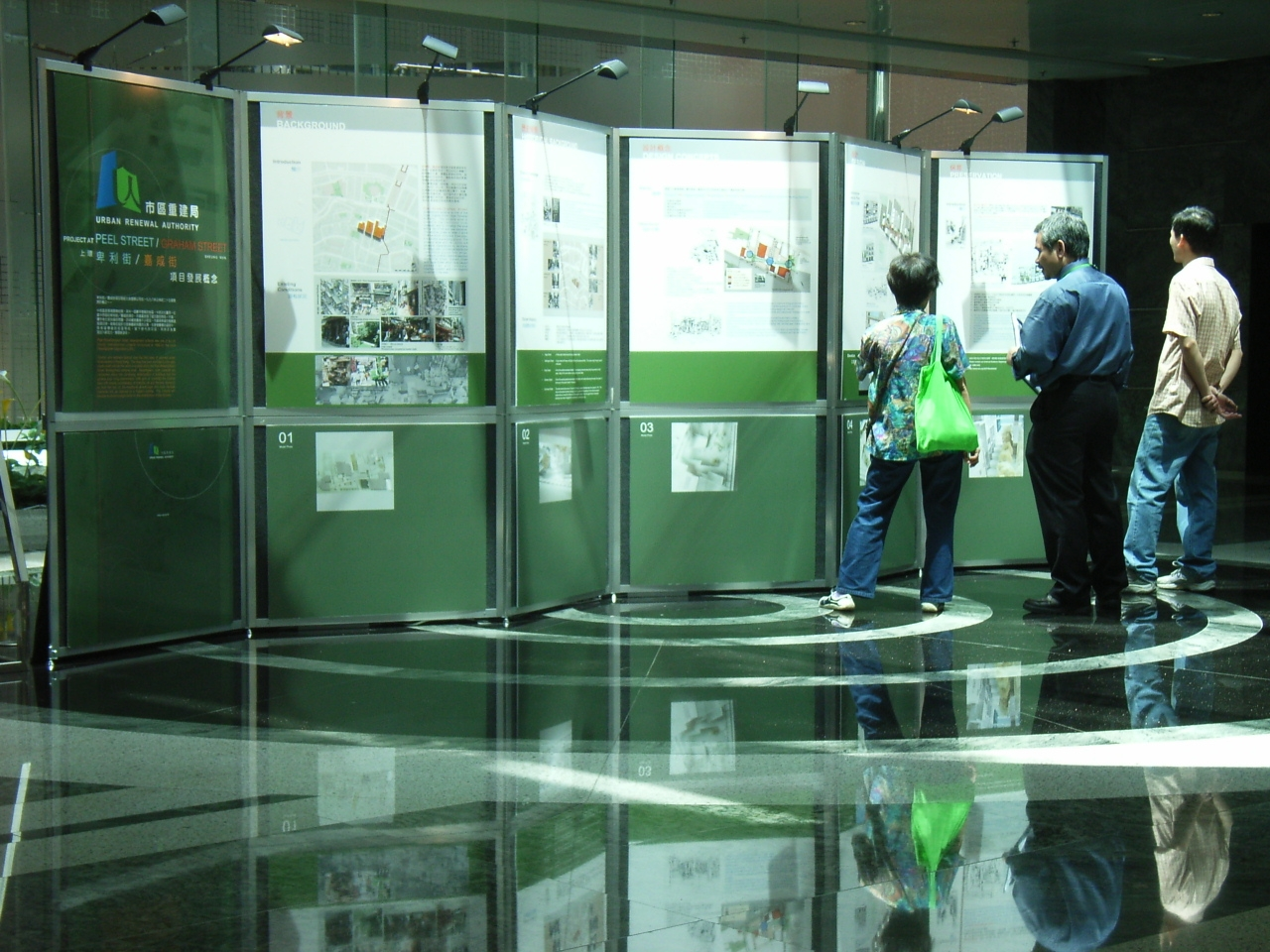
政府的市建局改善卑利街環境工程在公眾諮詢階段
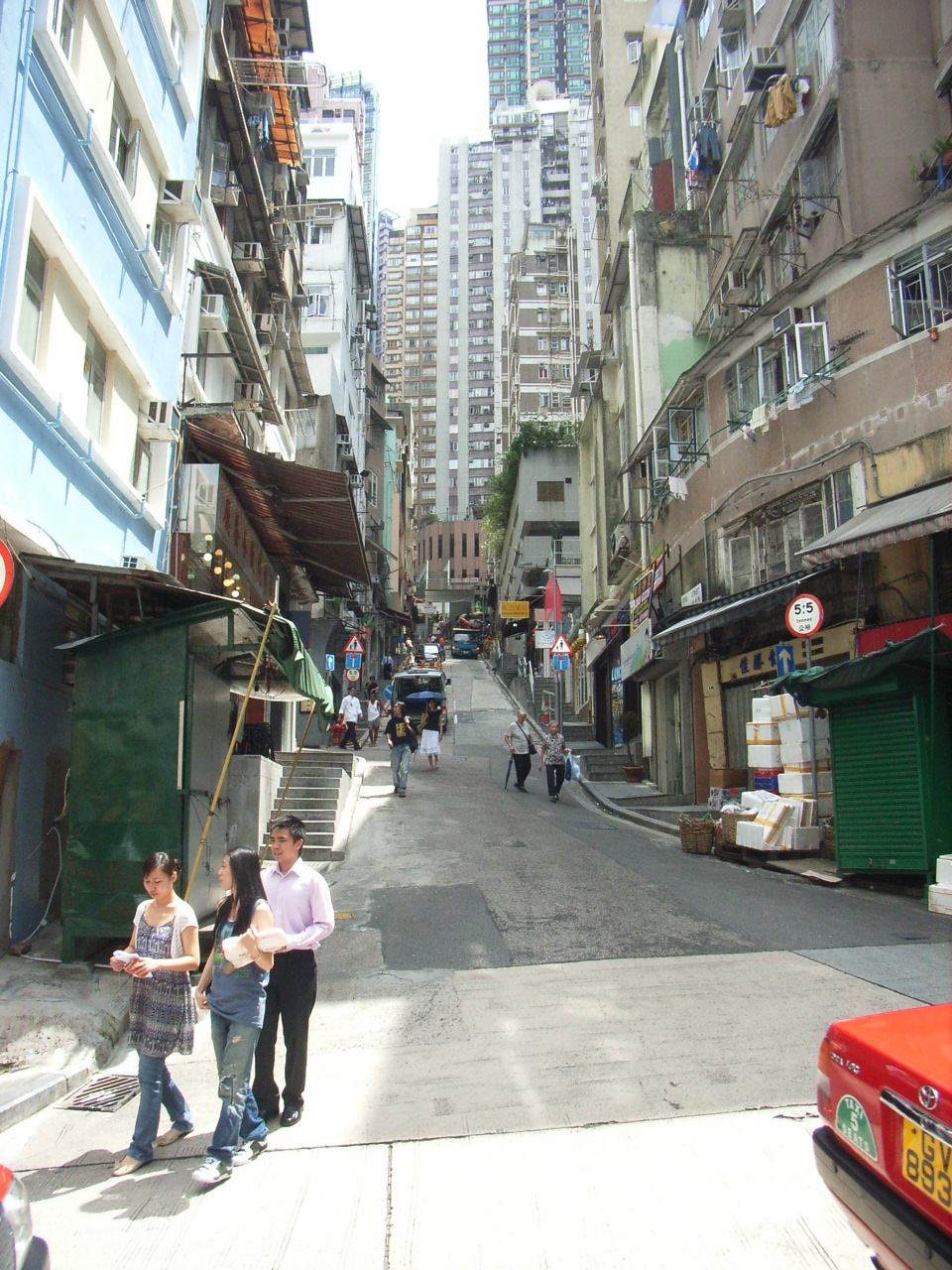
士丹頓街以南的卑利街
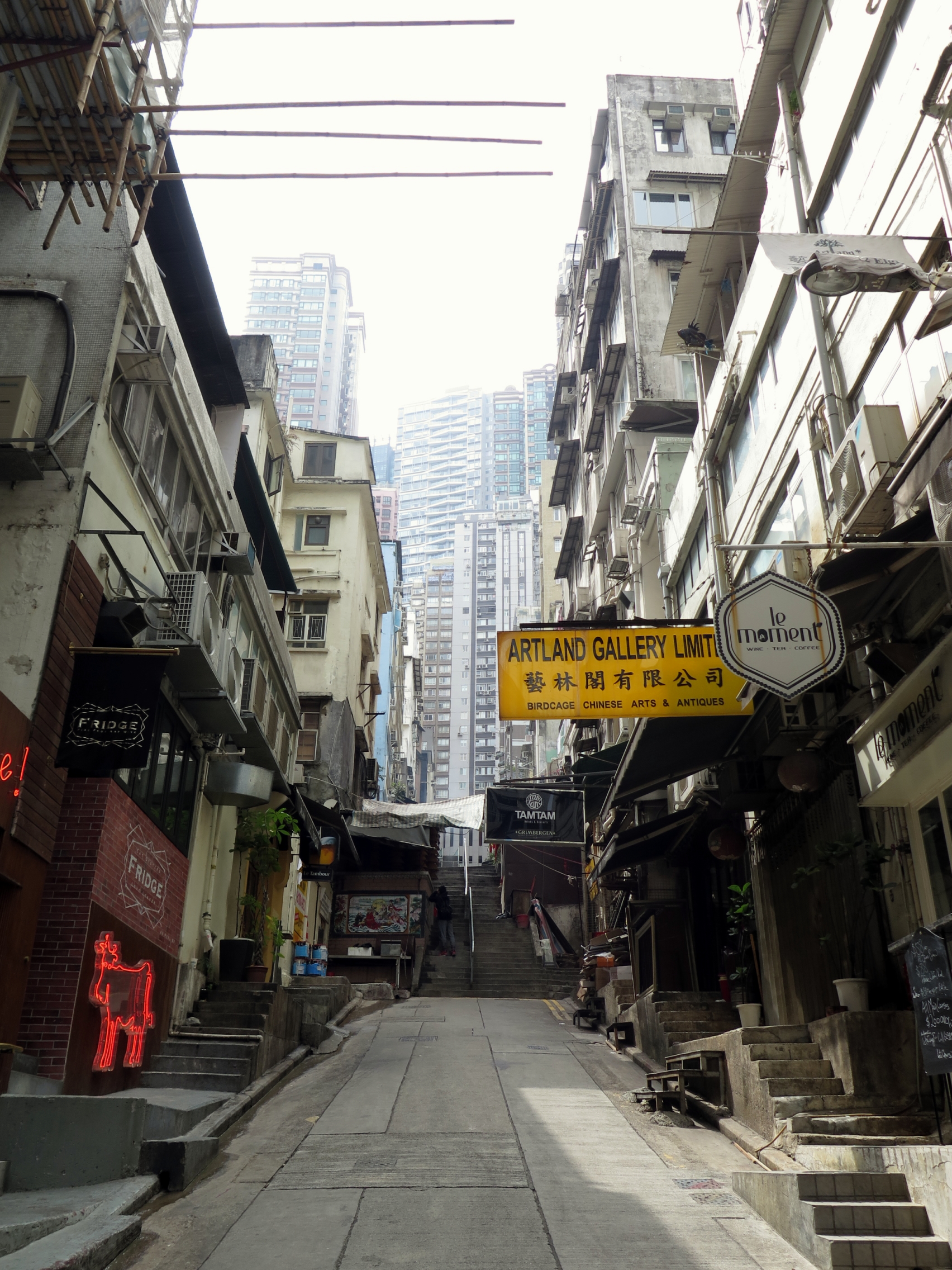
荷李活道以南的卑利街
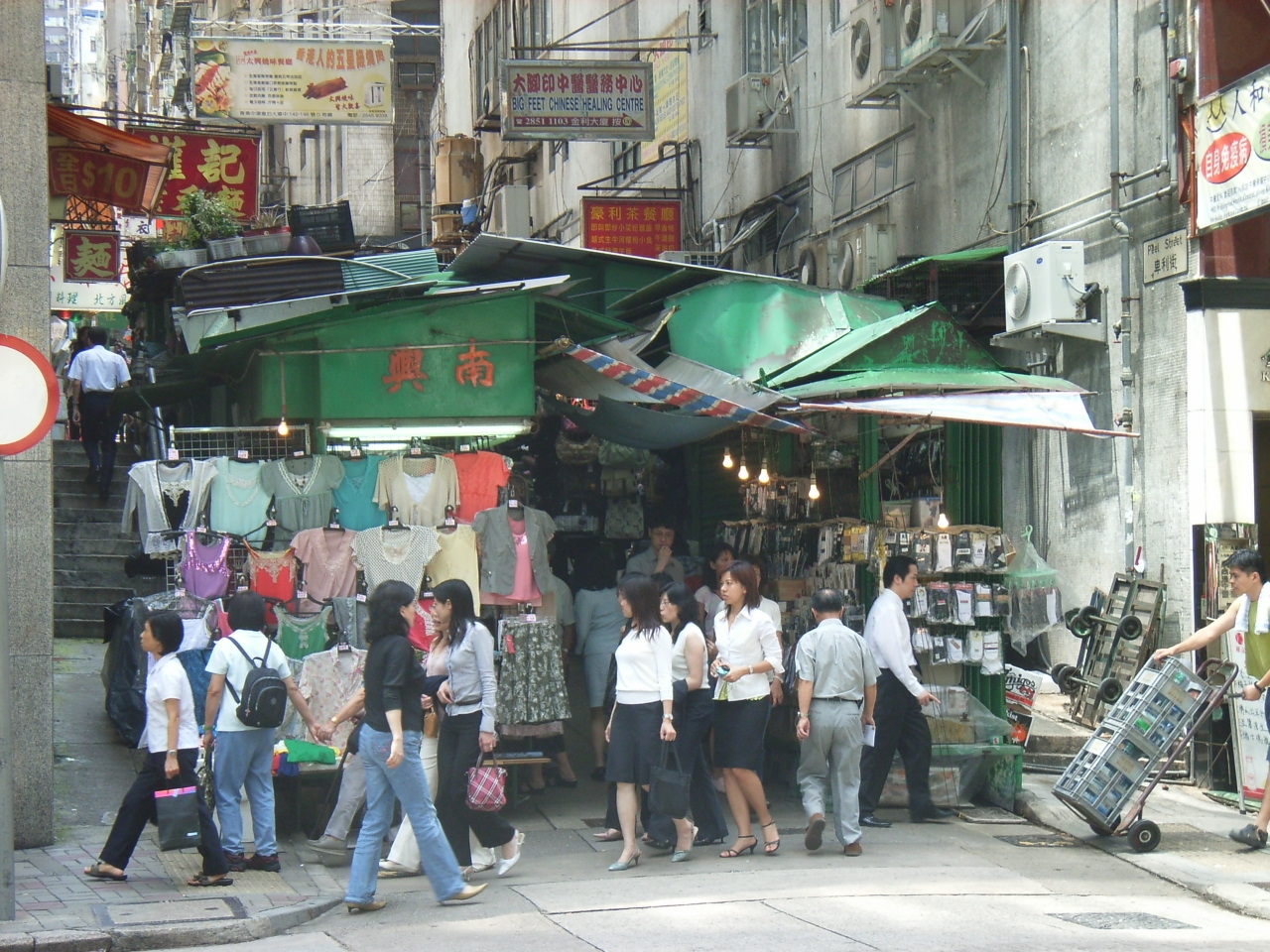
皇后大道中126號的卑利街
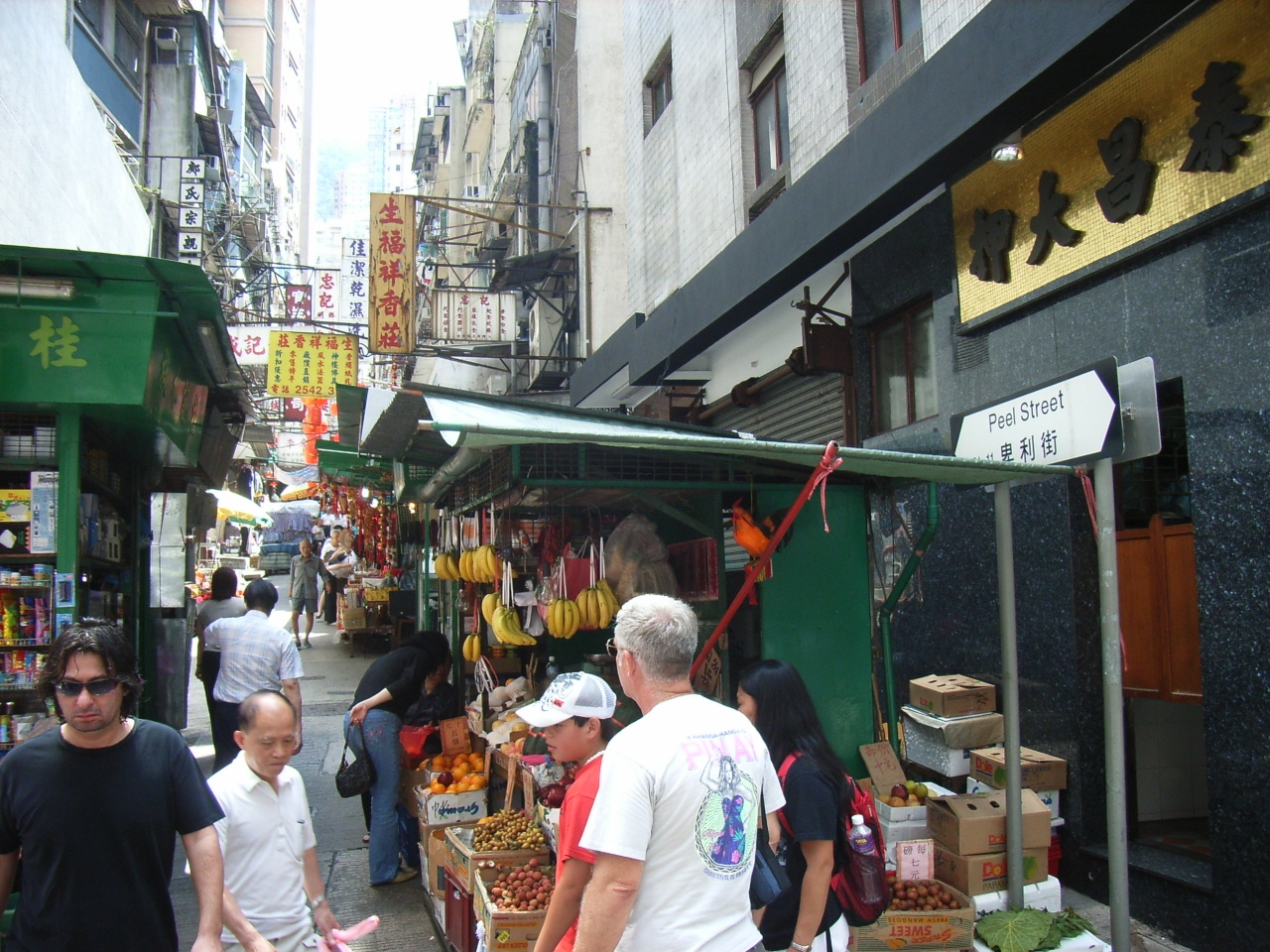
威靈頓街及結志街處的卑利街
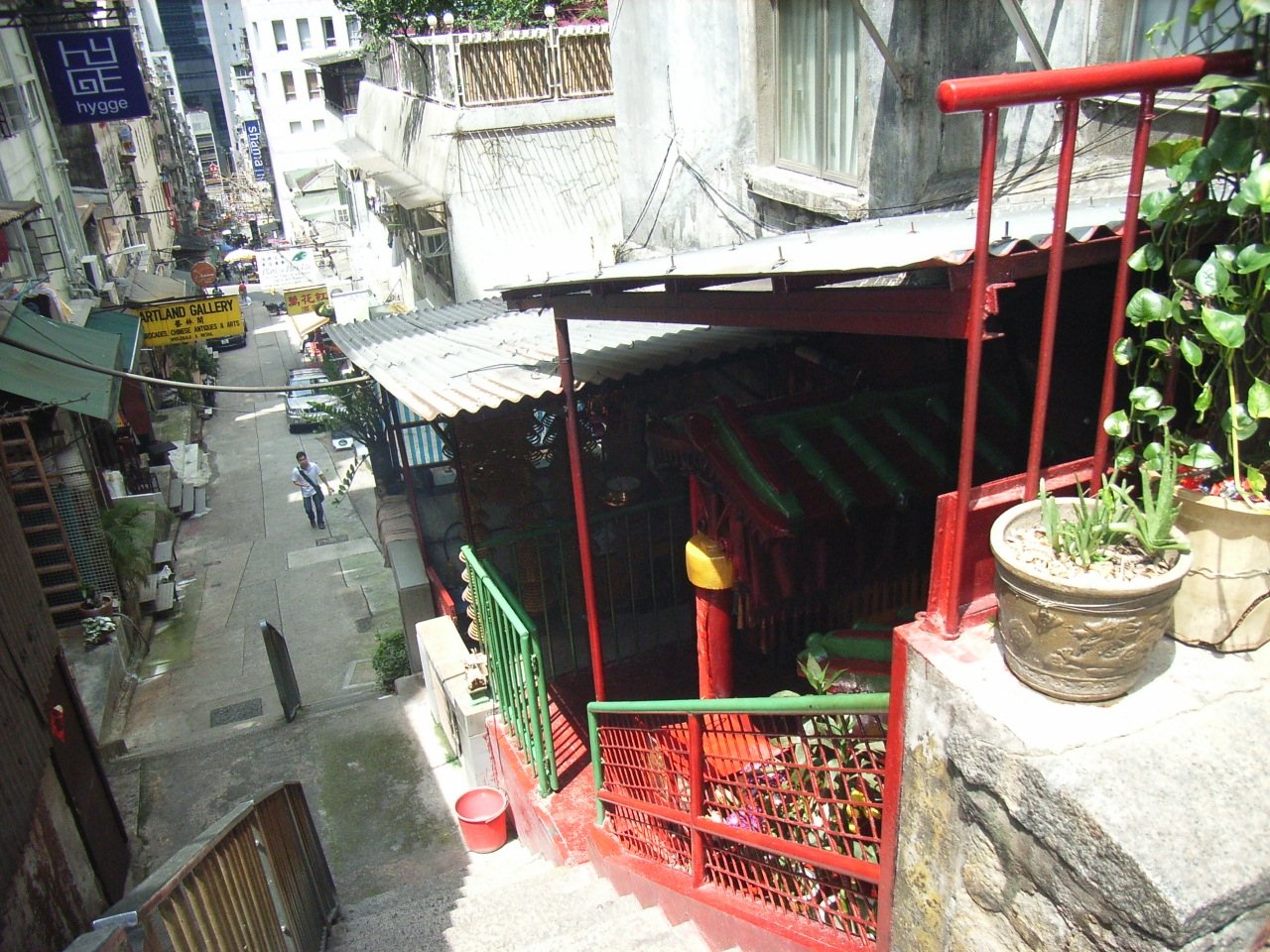
鄰近中環蘇豪區的卑利街
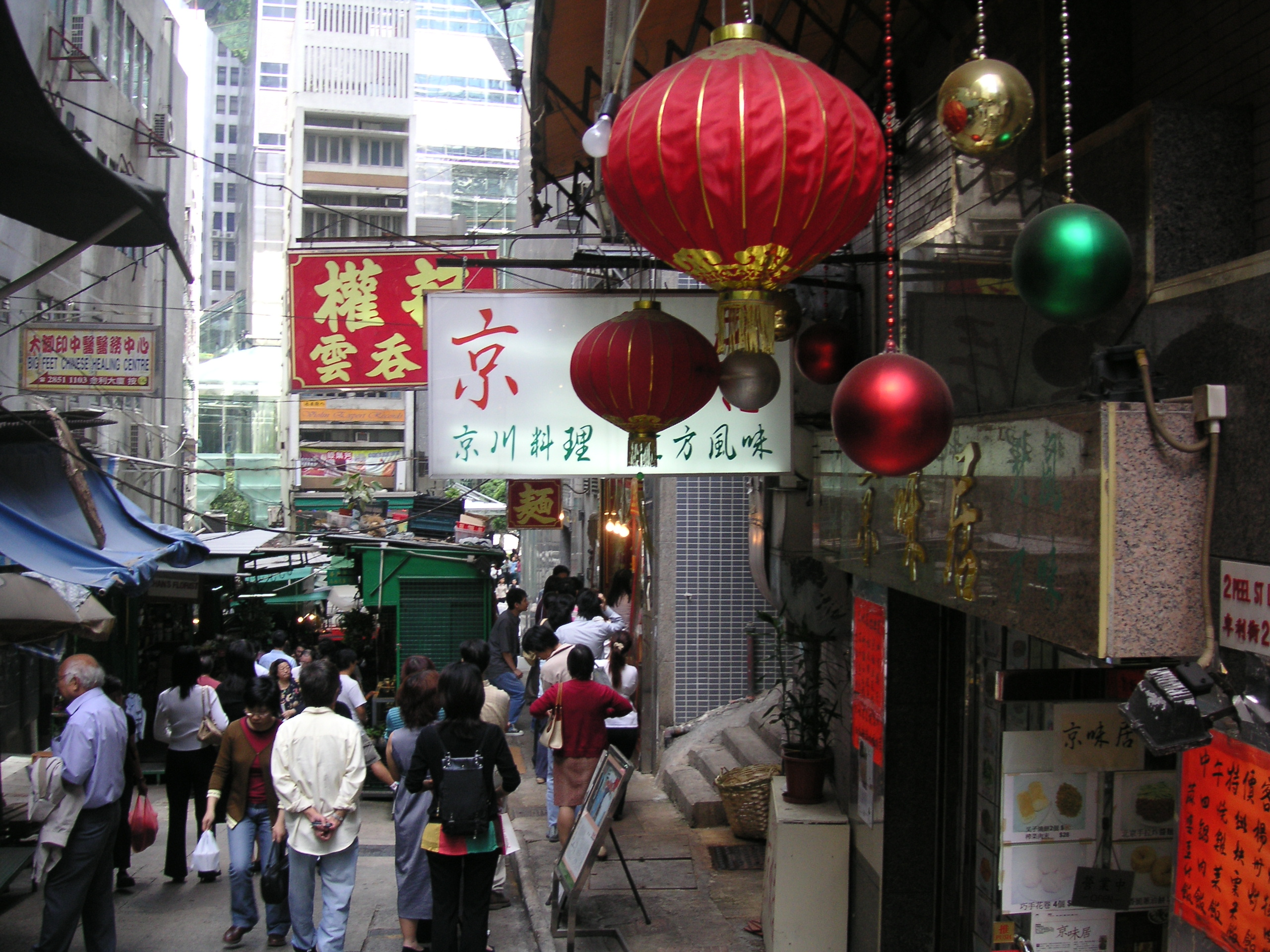
卑利街中段

## 外部連結
- 卑利街地圖（页面存档备份，存于）